# Accept (band)
 For alternative betydninger, se Accept (flertydig). (Se også artikler, som begynder med Accept)
Accept er et tysk heavy metal-band dannet i 1976 i Solingen af Udo Dirkschneider.
Gruppen har spillet en stor rolle for udviklingen af speed metal og europæisk power metal.
Med udgivelsen af "Fast as a shark" i 1982, Må Accept vel nærmest betegnes som verdens første "Speed metal band"
I 2015 var bandet opvarmningsband for Volbeat ved en koncert med 35.000 gæster afholdt i Tusindårsskoven i Odense.

## Medlemmer

### Nuværende medlemmer
- Wolf Hoffmann – Guitar (1976–1989, 1992–1997, 2005, 2009–i dag)
- Mark Tornillo – Vokal (2009–i dag)
- Uwe Lulis – Guitar (2015–i dag)
- UPhilip Shouse – Guitar (2019–i dag)
- Christopher Williams – Trommer (2015–i dag)
- Martin Motnik – Bas (2019–i dag)

### Tidligere medlemmer
- Udo Dirkschneider – (1976–1987, 1992–1997, 2005)
- Peter Baltes – Bas (1976–1989, 1992–1997, 2005, 2009–i dag)
- Frank Friedrich – (1976–1979)
- Dieter Rubach - (1976)
- Gerhard Wahl – (1976–1978)
- Jörg Fischer – (1978–1982, 1984–1988)
- Stefan Kaufmann – Trommer (1979–1989, 1992–1994)
- Herman Frank – Guitar (1982–1984, 2005, 2009–2014)
- David Reece – (1988–1989)
- Stefan Schwarzmann – (1994–1995, 2005, 2009–2014)
- Michael Cartellone – (1995–1997)

### Livemedlemmer
- Ken Mary – (1989)
- Jim Stacey – (1989)
- Rob Armitage – (1987–1988)
- Michael White – (1987)

## Diskografi

### Studiealbum
- Accept (1979)
- I'm a Rebel (1980)
- Breaker (1981)
- Restless and Wild (1982)
- Balls to the Wall (1983)
- Metal Heart (1985)
- Russian Roulette (1986)
- Eat the Heat (1989)
- Objection Overruled (1993)
- Death Row (1994)
- Predator (1996)
- Blood of the Nations (2010)
- Stalingrad (2012)
- Blind Rage (2014)
- The Rise of Chaos (2017)
- Too Mean to Die (2021)
- Humanoid (2024)